# Ilija Georgiew
Ilija Wasilew Georgiew (bg. Илия Василев Георгиев; ur. 21 stycznia 1963 w Bałcziku) – bułgarski zapaśnik walczący w stylu klasycznym. Olimpijczyk z Seulu 1988, gdzie zajął czwarte miejsce w kategorii 100 kg.
Czterokrotny uczestnik mistrzostw świata, srebrny medalista w 1989, czwarty w 1986. Złoty medalista mistrzostw Europy w 1987 i srebrny w 1985; piąty w 1991. Drugi na MŚ młodzieży w 1985.
- Turniej w Seulu 1988

Pokonał Ambroise Sarra z Senegalu, Sörena Claesona ze Szwecji i Yu Yeong-yeola z Korei Południowej. Przegrał z Tamásem Gáspárem z Węgier i Gerhardem Himmelem z RFN, a w walce o brązowy medal z Amerykaninem Dennisem Koslowskim.